# RAB3C
RAB3C‏ (RAB3C, member RAS oncogene family) هوَ بروتين يُشَفر بواسطة جين RAB3C في الإنسان.

## التفاعل
لقد ثبت أن Rab3C يتفاعل مع ZWINT.